# Jaskinia w Rodakach
Jaskinia w Rodakach – jaskinia na wzniesieniu Świniuszka, we wsi Rodaki, w gminie Klucze, w powiecie olkuskim, w województwie małopolskim. Wzniesienie to należy do mikroregionu Pasmo Niegowonicko-Smoleńskie na Wyżynie Częstochowskiej będącej częścią Wyżyny Krakowsko-Częstochowskiej.

## Opis obiektu
Jaskinia znajduje się w lesie, wysoko na południowym zboczu Świniuszki (60 m nad dnem doliny). Kilkadziesiąt metrów od niej na zachód i nieco niżej jest Jaskinia Niska w Świniuszce. Otwór Jaskini w Rodakach o północno-wschodniej ekspozycji znajduje się w sztucznym zagłębieniu pod korzeniami drzewa.
Jaskinia powstała na równoległych szczelinach w późnojurajskich wapieniach skalistych. Szczeliny te łączą się poprzecznymi korytarzami. Za niskim otworem wejściowym w dół do niewielkiej salki opada krótki korytarzyk, który został wytworzony przez przepływ wody. Podobnej genezy są pozostałe korytarzyki w górnej części jaskini. Od salki opada w dół masywu do niżej położonych szczelin stroma studnia. Niżej położone szczeliny są pochodzenia tektonicznego i brak w nich śladów przepływu wody. Łączą się sobą płytkimi studzienkami i ciasnym przełazem pod zaklinowanymi skałami.
W korytarzyku za otworem wejściowym duża ilość liści nawianych przez wiatr. Namulisko jaskiniowe jest kamieniste lub piaszczysto-kamieniste, w górnej części z domieszką próchnicy, w dolnej iłu. Zachowały się z niszczone polewy krystalicznego kalcytu o grubości kilkunastu centymetrów. W stropie jaskini wapienna brekcja sklejona osadami jaskiniowymi. W szczelinach występują ceglasto-czerwone osady.
Jaskinia jest całkowicie ciemna. Brak roślin, w niektórych miejscach jednak jej strop przebijają korzenie drzew. Dzięki dość dużej rozległości i niewielkiemu otworowi wejściowemu, jaskinia ma własny mikroklimat. Brak przewiewu, zimą jednak wypływa z niej cieplejsze powietrze wytapiające śnieg przy otworze. Obserwowano dużą ilość pająków sieciarzy jaskiniowych i motyli nocnych. Kazimierz Kowalski podawał, że była w niej kolonia nietoperzy, później jednak nie obserwowano ich.

## Historia poznania i eksploatacji
Jaskinia znana była od dawna. Dawno temu poszukiwacze szpatu poszerzyli jej górną część. Ślady ich eksploracji opisał Kazimierz Kowalski. Zachowane na ścianach ślady po otworach wiertniczych wskazują, że przy wydobyciu używano materiałów wybuchowych. Ślady rozkopywania znaleziono także w najniżej położonej części jaskini. Próbowano pogłębić wąską i wypełnioną skalnym rumoszem szczelinę i umocnić jej osypujące się ściany sklejając skalny rumosz poliuretanową pianką montażową.
Po raz pierwszy opisał jaskinię K. Kowalski w 1951 r. Sporządził też jej plan. Grotołazi ponownie pomierzyli jaskinię w marcu 1981 r. W 2009 r. nowy plan opracował A. Polonius.

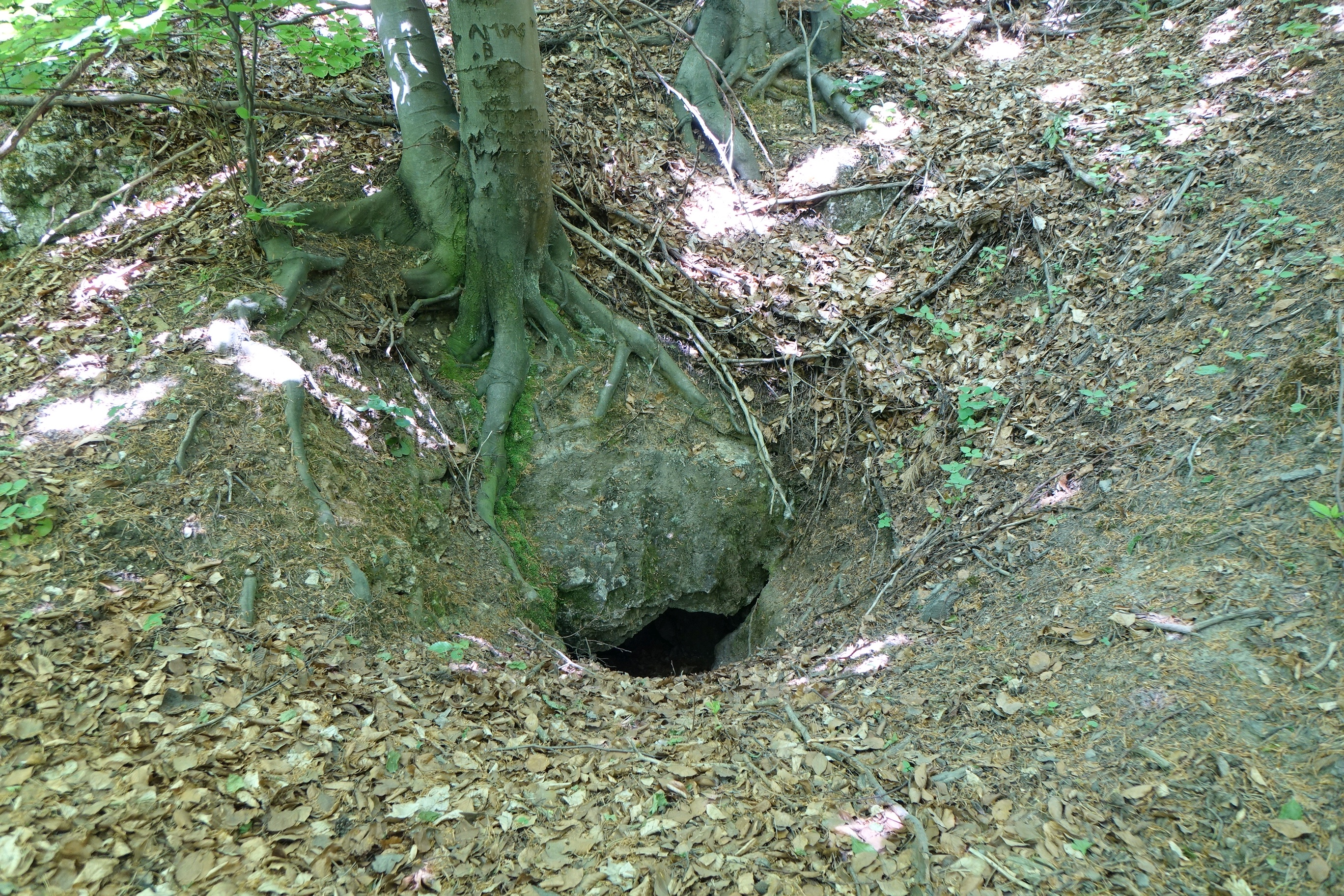
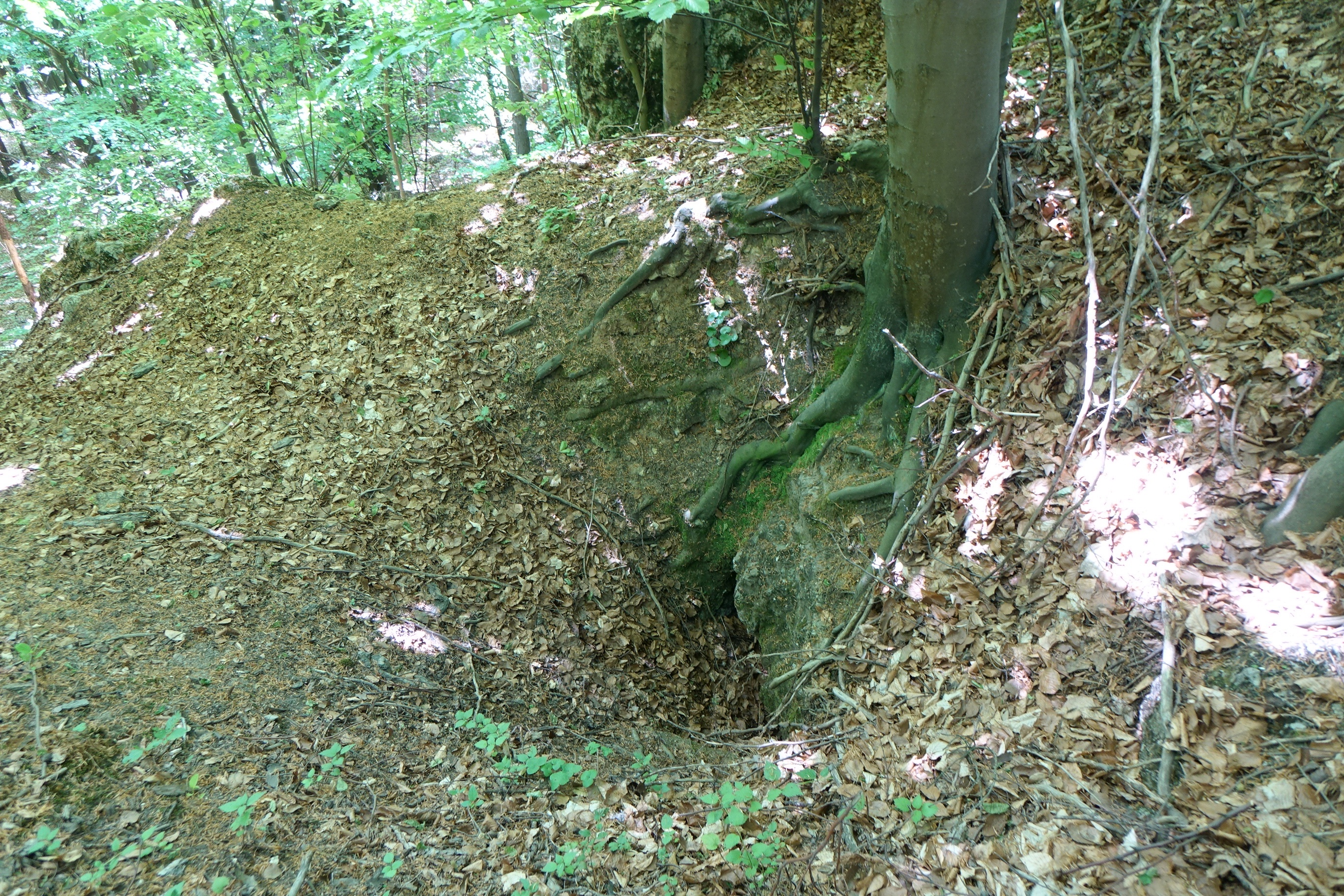
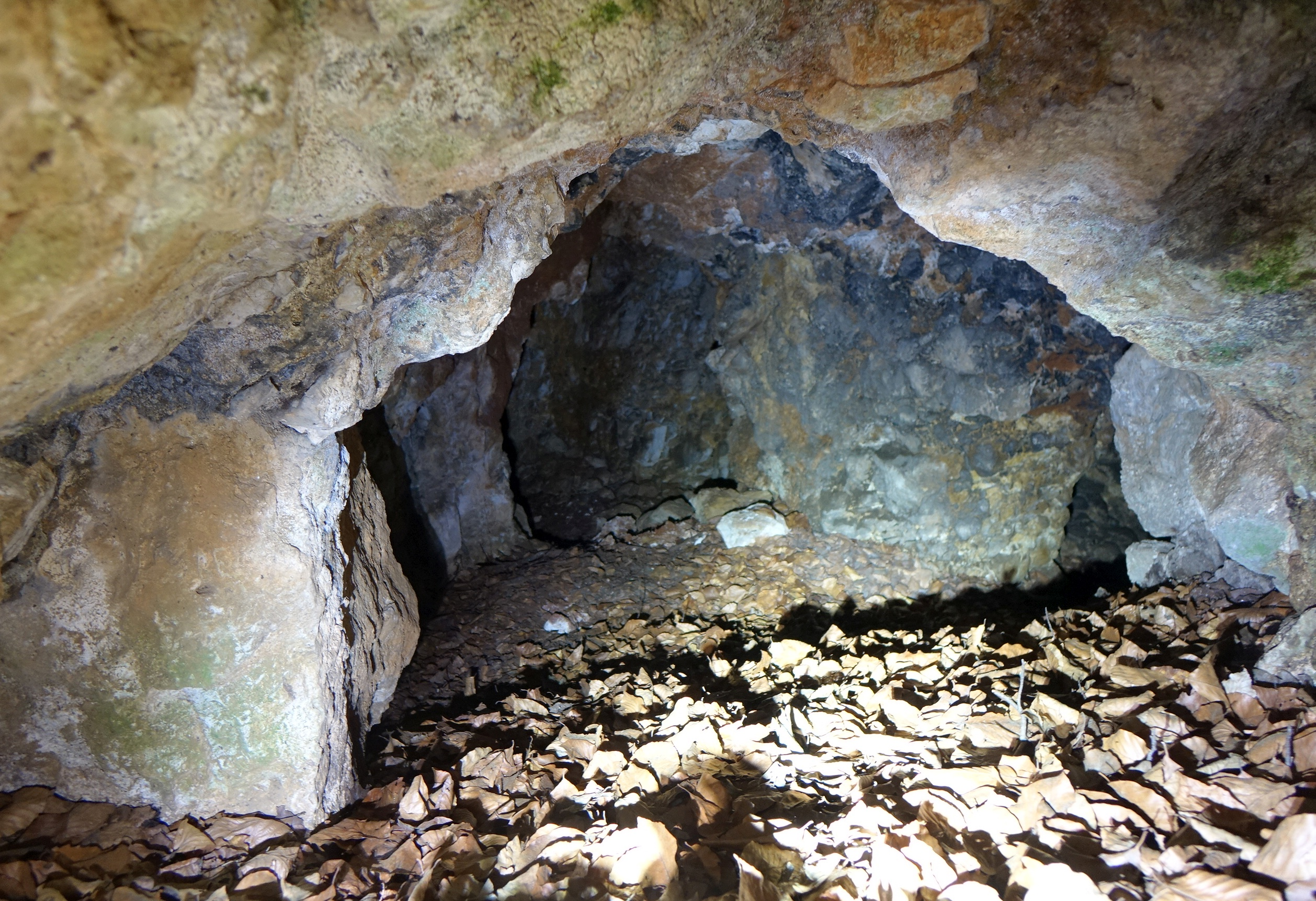
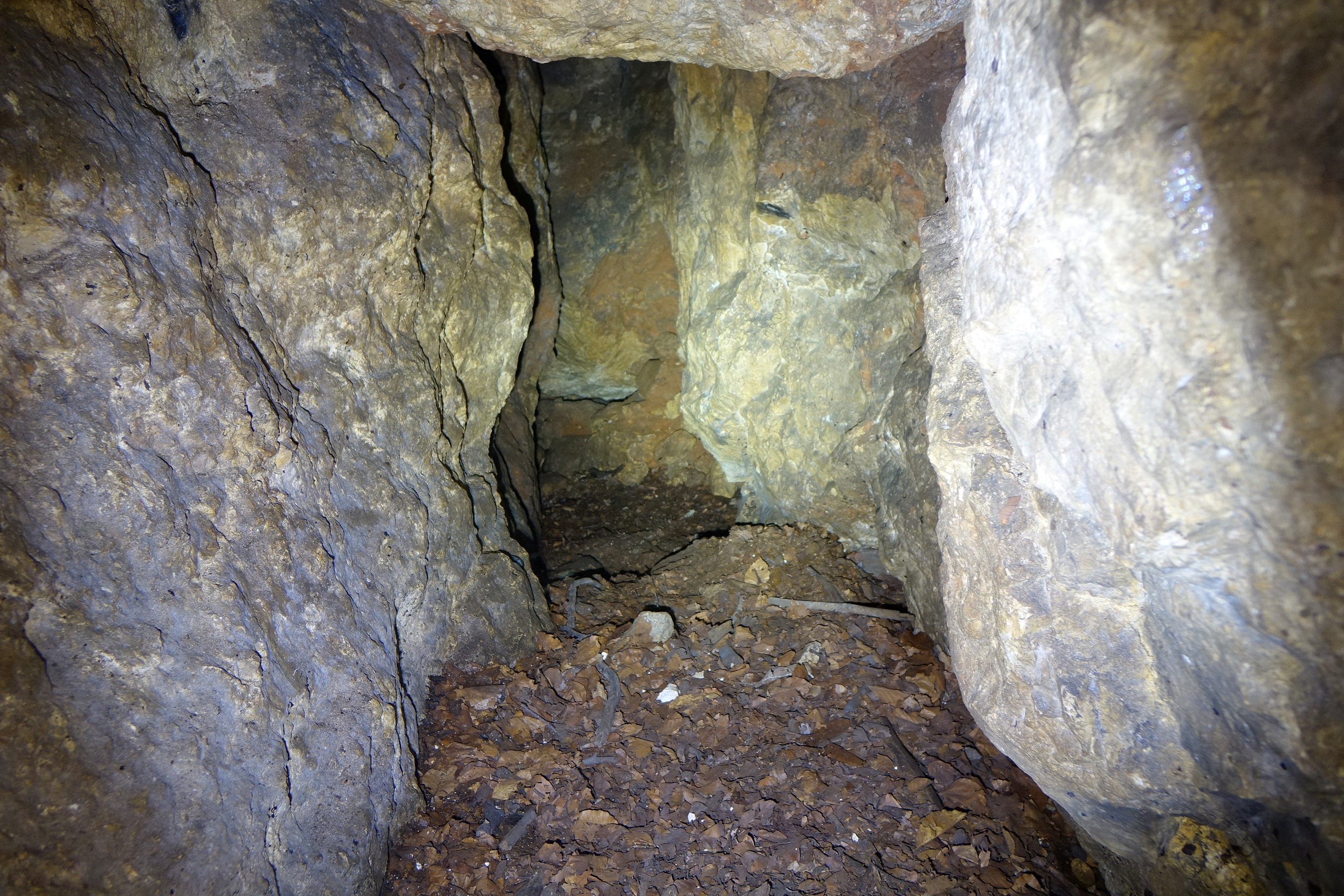
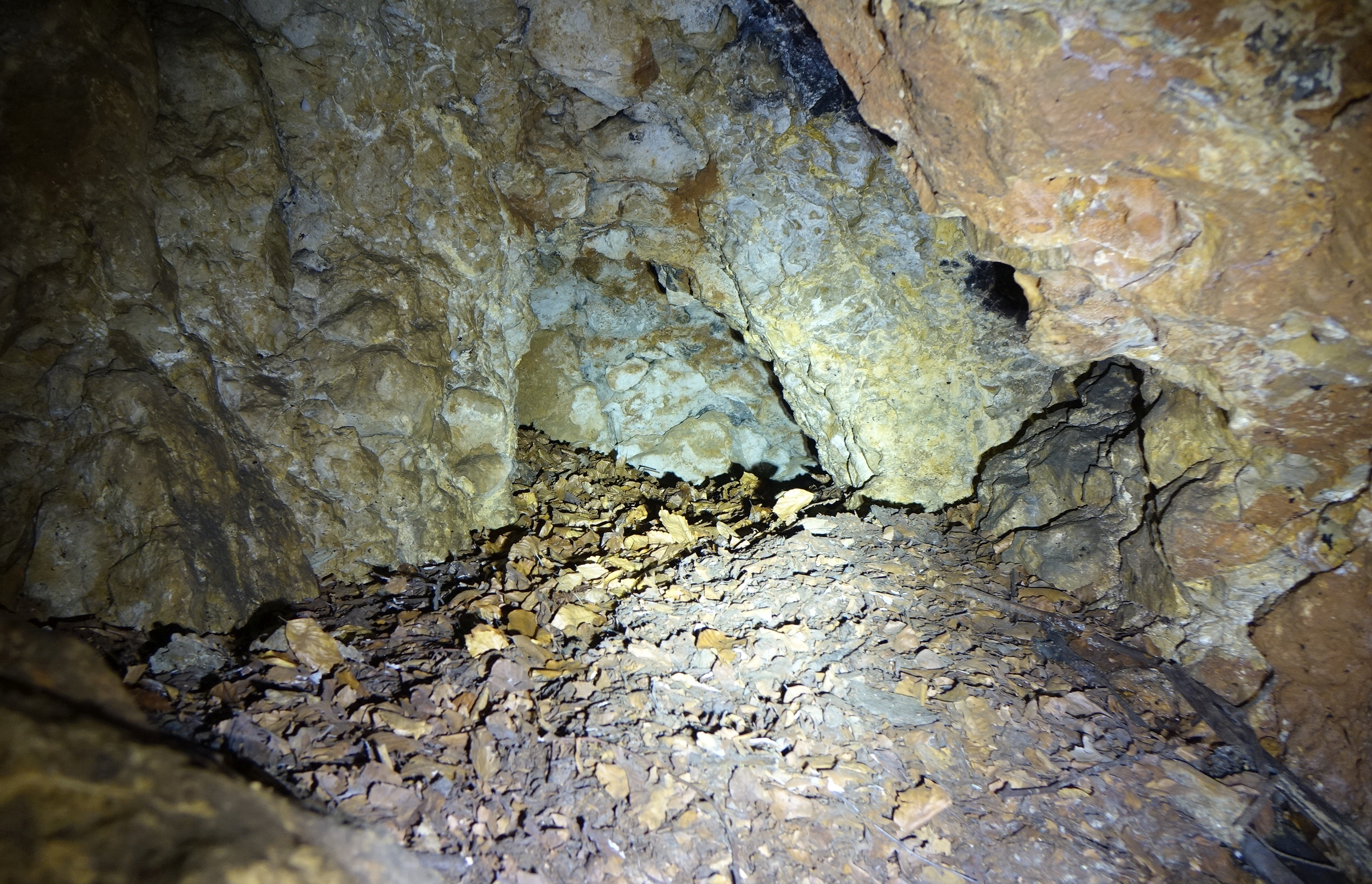
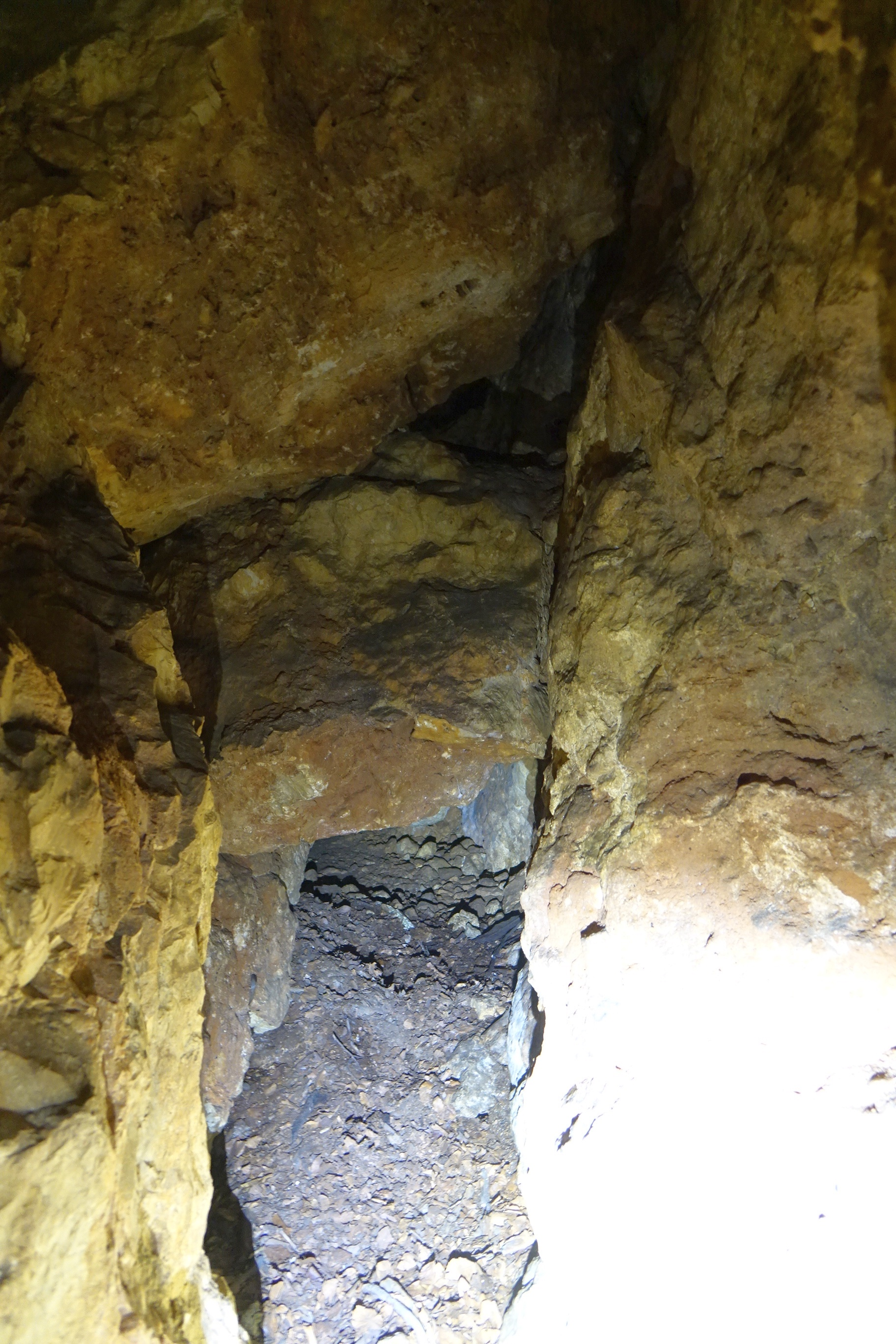
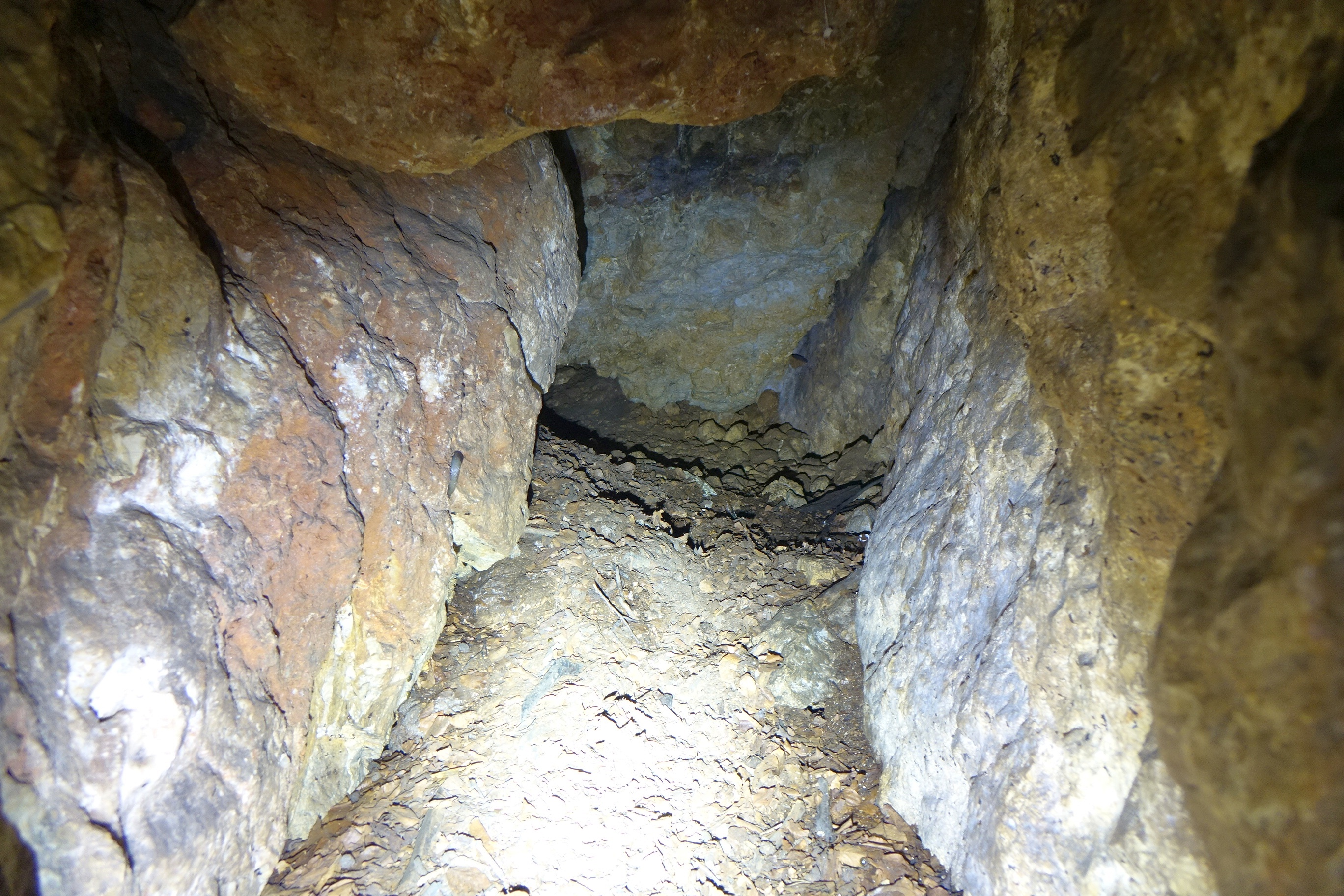

Na Świniuszce znajduje się jeszcze kilka innych jaskiń: Jaskinia na Świniuszce, Jaskinia Niska w Świniuszce, Schronisko na Świniuszce, Schronisko w Ostańcu Pierwsze, Schronisko w Ostańcu Drugie. Wchodzą w skład geostanowiska Skały na Górze Świniuszka.